# Viktor Markič
Viktor Markič (Tržič, 9. januar 1895 - Ljubljana, 11. avgust 1973)   
Maturiral je na novomeški gimnaziji leta 1916. Najprej je bil zaposlen kot kulturni delavec Narodne čitalnice v Novem mestu, po odsluženju vojaškega roka pa nameščen v Ljubljani kot uradnik na sodišču. Po prihodu v Ljubljano, je skupaj z Rudolfom Binterjem (1876–1929) uresničil zamisel ustanoviti Dramatski odsek v Gospodarskem naprednem društvu za Šentjakobski okraj v Ljubljani, ki je poleg svoje politične naloge nudilo svojim članom še Šentjakobsko knjižnico. Gospodarsko društvo je hotelo dati svojim članom še širši kulturni razmah s tem, da je na pobudo svojih odbornikov, predvsem Franceta Štruklja in Draga Mohorča ustanovilo dramatski odsek. 12. decembra 1920 je bil ustanovni sestanek Odra. Otvoril ga je v imenu glavnega odbora tedanji tajnik Matija Rode s pozdravnim nagovorom in z veseljem ugotovil ustanovitev dramatskega odseka. Takoj nato je bil izvoljen prvi odbor, ki mu je predsedoval načelnik Rudolf Binter, za tajnika je bil izvoljen Viktor Markič, blagajnik je bil Drago Mohorč, odbornik pa Alojz Kovač. Viktor Markič je bil v Šentjakobskem odru igralec in režiser. Umrl in pokopan je v Ljubljani, 11. avgusta 1973 leta. Šentjakobski oder je kasneje prerasel v Šentjakobsko gledališče v Ljubljani. 
Njegova sinova sta bila ekonomist in diplomat Uroš Markič (1927-2020) ter pravnik in politolog, prof.dr. FDV Boštjan Markič (1934-94), vnukinje so: hispanistka prof.dr. Jasmina Markič, zdravnica - mladinska psihiatrinja dr. Vesna Markič, filozofinja prof.dr. Olga Markič in vnuk novinar Matjaž Markič, dipl.politolog.